# 空挺普通科群
空挺普通科群（くうていふつうかぐん、JGSDF Airborne Infantry Group）は、陸上自衛隊習志野駐屯地（千葉県 船橋市）に駐屯していた第1空挺団隷下の普通科部隊である。2004年（平成16年）3月28日に廃止され、3個普通科大隊に改編された。なお、正式な名称は第1空挺団普通科群である。

## 概要
空挺普通科群長は、1等陸佐（二）が充てられ、群本部、群本部中隊、4個普通科中隊により編成されていた。第1空挺団の主幹部隊として数多くの災害派遣参加実績を持っていた。平成期に入って様々な事件、事案があったが2003年（平成15年）度末の空挺団部隊改編に伴い廃止され、46年の歴史に幕を閉じた。

## 沿革
- 1958年（昭和33年）6月25日：第1空挺団編成完結に伴い、第1空挺団普通科群が習志野駐屯地に新編。
- 1960年（昭和35年）4月1日：M24軽戦車5両からなる「第1空挺団普通科群本部情報小隊特車班」が編成[1]。
- 1962年（昭和37年）1月18日：情報小隊特車班が「第1空挺団普通科群本部中隊空挺戦車小隊」に改称[1]。
- 1973年（昭和48年）3月8日：空挺戦車小隊が60式装甲車5両からなる「第1空挺団普通科群本部直轄空挺装甲輸送隊」に改編[1]。
- 1985年（昭和60年）8月：日本航空123便墜落事故発生により、災害派遣出動。
- 1987年（昭和62年）3月26日：第4普通科中隊が新編。
- 1995年（平成07年）1月：兵庫県南部地震発生により、災害派遣出動。
- 2004年（平成16年）3月28日：3個普通科大隊に改編され、廃止。

## 廃止時の編成
- 普通科群本部
- 普通科群本部中隊
- 第1普通科中隊
- 第2普通科中隊
- 第3普通科中隊
- 第4普通科中隊

## 歴代の第1空挺団普通科群長
| 代 | 氏名     | 在職期間                        | 前職                                            | 後職                              |
| -- | -------- | ------------------------------- | ----------------------------------------------- | --------------------------------- |
| 01 | 倉重翼   | 1958年06月25日 - 1960年07月31日 | →1959年8月1日 1等陸佐昇任                       | 陸上幕僚監部付                    |
| 02 | 田中賢一 | 1960年08月01日 - 1964年03月15日 | →1964年1月1日 1等陸佐昇任                       | 第3戦車大隊長 兼 今津駐とん地司令 |
| 03 | 那須明   | 1964年03月16日 - 1966年03月15日 | 第7師団司令部第1部長 →1966年1月1日 1等陸佐昇任  | 陸上幕僚監部第5部普通科班長       |
| 04 | 早川一喜 | 1966年03月16日 - 1967年07月16日 | 陸上幕僚監部第2部勤務 →1966年7月1日 1等陸佐昇任 | 陸上自衛隊調査学校語学教育課長    |
| 05 | 田茂佐一 | 1967年07月17日 - 1970年03月15日 | 第12師団司令部第3部長                           | 空挺教育隊長                      |
| 06 | 小林正信 | 1970年03月16日 - 1972年03月15日 | 陸上自衛隊幹部学校付                            | 陸上幕僚監部第5部訓練演習班長     |
| 07 | 柏木明   | 1972年03月16日 - 1973年07月15日 | 陸上幕僚監部第2部勤務                           | 東北方面総監部第1部長             |
| 08 | 米正七   | 1973年07月16日 - 1975年07月15日 | 陸上幕僚監部付                                  | 西部方面総監部第2部長             |
| 09 | 若月勲   | 1975年07月16日 - 1977年03月15日 | 帯広駐とん地業務隊長                            | 第1混成団本部高級幕僚             |
| 10 | 水野智之 | 1977年03月16日 - 1978年07月31日 | 第1空挺団本部付                                 | 陸上幕僚監部人事部補任課勤務      |
| 11 | 小林英雄 | 1978年08月01日 - 1980年07月31日 | 陸上幕僚監部調査部調査第2課 調査別室第3科長     | 統合幕僚会議事務局第2幕僚室勤務   |
| 12 | 南雲満雄 | 1980年08月01日 - 1983年07月31日 | 陸上自衛隊調査学校勤務                          | 陸上自衛隊幹部学校研究員          |
| 13 | 菅原素生 | 1983年08月01日 - 1985年08月07日 | 第1空挺団本部勤務                               | 東北方面調査隊長                  |
| 14 | 重高昭教 | 1985年08月08日 - 1987年07月31日 | 第1空挺団本部勤務                               | 空挺教育隊長                      |
| 15 | 沼生淑康 | 1987年08月01日 - 1990年03月15日 | 陸上幕僚監部調査部付                            | 自衛隊香川地方連絡部長            |
| 16 | 高橋佳嗣 | 1990年03月16日 - 1992年03月15日 | 西部方面総監部防衛部訓練課長                    | 自衛隊富山地方連絡部長            |
| 17 | 村田拓生 | 1992年03月16日 - 1993年11月30日 | 陸上幕僚監部調査部勤務                          | 北部方面総監部調査部長            |
| 18 | 秀島裕展 | 1993年12月01日 - 1995年03月22日 | 第6師団司令部第3部長                            | 陸上自衛隊幹部学校主任研究開発官  |
| 19 | 越村正朔 | 1995年03月23日 - 1997年07月31日 | 陸上幕僚監部付                                  | 陸上自衛隊富士学校企画室長        |
| 20 | 坂田善穗 | 1997年08月01日 - 2000年03月31日 | 北部方面総監部防衛部訓練課長                    | 自衛隊鳥取地方連絡部長            |
| 21 | 阪谷泰久 | 2000年04月01日 - 2002年03月21日 | 北部方面総監部調査部調査課長                    | 陸上自衛隊研究本部主任研究開発官  |
| 末 | 野田一巳 | 2002年03月22日 - 2004年03月28日 | 東部方面総監部防衛部訓練課長                    | 部隊訓練評価隊長                  |